# Chase Stein
Victor Chase Stein (también conocido como Talkback) es un personaje ficticio, un superhéroe que aparece en los cómics estadounidenses publicados por Marvel Comics. Fue creado por el autor Brian K. Vaughan y el artista Adrian Alphona, y debutó en Runaways vol. 1 # 1 con la mayoría de los otros personajes principales. Como todos los miembros de los Runaways originales, es hijo de villanos con habilidades especiales; en el caso de Chase, sus padres son científicos locos. Chase es a menudo considerado como el "comodín" en la serie, debido a su rol en el grupo que cambia a menudo, desde el tipo escapado y el gurú técnico hasta el "cañón suelto" después de que abandonó el grupo por un corto tiempo. Sin embargo, a pesar de su persona que rompe las reglas, Chase es ferozmente leal a sus amigos y sigue siendo un miembro valioso del equipo. Chase es el mayor de los Runaways a la edad de 18 años. Comparte un vínculo psíquico y empático con el Deinonychus Compasión, que le otorga la capacidad de comandar al dinosaurio para que cumpla sus órdenes. También posee los Fistigons, los guanteletes más poderosos del mundo.
Chase Stein es interpretado por Gregg Sulkin en la serie de televisión Runaways, ambientada en el Universo cinematográfico de Marvel.

## Historial de publicación
Chase Stein apareció por primera vez en Runaways # 1 (julio de 2003) y fue creado por Brian K. Vaughan y Adrian Alphona.
Chase Stein apareció en Avengers Arena, escrito por Dennis Hopeless e ilustrado por Kev Walker, así como su secuela, Avengers Undercover.

## Biografía

### El Orgullo
El hijo de Víctor y Janet Stein, Chase se ve por primera vez recibiendo un golpe de su padre abusivo por obtener C directamente y ser un "atleta tonto"; después de presenciar el asesinato de una niña inocente por parte de sus padres ("el Orgullo"), Chase parece no sorprenderse, aunque culpa a los padres de todos los demás por el asesinato. Chase se une al equipo en el saque de masas para escapar de sus respectivos hogares. Al pasar por los hogares de los padres de Chase, descubre que sus padres son científicos locos, con muchos avances tecnológicos. Chase roba los Fistigons, que Janet Stein llama "los guantes más fuertes del mundo". Capaz de conjurar y formar fuego con los guantes, Chase también roba las gafas especiales de rayos X de sus padres. Los Fistigons se destruyen más tarde, lo que le da a Chase el rol de "chico de escape". Chase proporciona a los Fugitivos su primer escondite, una mansión en ruinas derrumbada a la que llamó "el albergue", y su primer transporte, su camioneta blanca, sin distintivos, con placas robadas. Después de huir, Chase desea tomar el nombre de Neo, pero Gert lo llama Talkback, una referencia a su naturaleza desafiante. Más tarde se reveló que el embarazo de Janet con Chase provocó que el Orgullo restante tuviera hijos y les diera la vida eterna para continuar con el Orgullo.

### Personalidad
Cuando Chase se enfrenta por primera vez a sus padres (en su atuendo científico de villano), Chase permanece desafiante y sin miedo a sus padres, estableciéndose firmemente como el más rebelde e imprudente del grupo, un rasgo que lleva para el resto de Brian K. Vaughan de su ejecución inicial en el título. Se describe a Chase como poseedor de un espíritu libre e imprudente, que se muestra cuando intencionalmente bloquea repetidamente el Leapfrog.

Sr. Stein: ¿Crees que los C directos son divertidos, Chase? Te estás convirtiendo en un atleta tonto. ¿Es eso lo que quieres ser, un cliché?
 Chase: Bueno, eres un nerd que golpea como una niña, ¿no es un cliché?
Chase muestra su naturaleza desafiante en su primera aparición.

Chase es conocido por tener un temperamento; después de la muerte de Gert, Chase deja el equipo por un tiempo, con la intención de resucitar a Gert a cambio de vender su propia vida. La búsqueda de Víctor Mancha termina siendo personal para él, para matar a la única persona que estaría destinada a asesinar a Gert. Chase también menciona que había asesinado a alguien en el pasado, y se niega a hablar de ello. Un asociado de Kingpin lo describe como simple, a pesar de su pedigrí científico.
Chase parece ser un cristiano devoto: cuando es atacado por Old Lace, recita La Oración del Señor, y luego se refiere al Diablo como un ser real. También llamó a Karolina un ángel después de revelar sus orígenes alienígenas.

### Como un Runaway
Desde que los Fistigons y las gafas de rayos X fueron destruidos, Chase retoma su rol de "huida" como el piloto de Leapfrog en el segundo volumen. En una relación con Gert, Chase puede consolar a Nico por la pérdida de Karolina; Dos números más tarde, Nico lo besa, forzando su relación. Cuando una nueva encarnación del Orgullo revela el beso de Chase y Nico a Gert, termina herida, enojada, y la fricción resultante casi desgarra a los Runaways y se desgasta seriamente con Chase, pero el grupo se reconcilia a tiempo para rescatar a Molly. Después de la muerte de Gert, Chase parte de los Runaways por un corto período, pero está convencido de regresar, después de cumplir dieciocho años. Chase llega a un acuerdo con el Gibborim para intercambiar un alma inocente por la vida de Gert y finalmente decide sacrificarse, viendo su vida como inútil comparada con la de Gert. Este acuerdo no le agrada al Gibborim, ya que se está llevando a cabo eliminando el estado "inocente" de Chase. Chase es salvado de cometer un grave error, y agradecidamente se le permite regresar después de enterarse de que su dolor casi destruyó a todos sus amigos.

### De Regreso a Casa
En Runaways vol. 3 # 7, los fugitivos prestan poca atención a las opiniones de Chase, lo que provocó que Chase cuestionara su papel en el equipo. En Runaways vol. 3 # 9, el último número que ha sido escrito por Terry Moore, presenta a Chase actuando como un hermano mayor de Molly y Klara. Moore quería que esta historia se centrara en gran medida en la relación de Chase con el equipo, y lo identifica como "un niño que crecerá hasta convertirse en el próximo Capitán América".
En Runaways vol. 3 # 11, el primer número escrito por Kathryn Immonen y dibujado por Sara Pichelli, Chase, Nico, Victor y Karolina celebran un baile de graduación. Una fuente externa se las arregla para enviar un UAV volando hacia la casa de los Runaways en Malibu, en la sala de estar de arriba, donde se encuentran Klara y Old Lace. Nico, Victor y Karolina se apresuran a salvar a Klara y Old Lace. Sin embargo, al llegar a la cima, se revela que Old Lace había protegido a Klara, quien termina con vida. Old Lace, sin embargo, muere. Chase, sintiendo su muerte debido a su vínculo, cae en una depresión y repetidamente murmura una disculpa por Gert. En Runaways Vol. 3 # 12 Chase se encuentra con un hombre que dice ser su tío (paterno) Hunter Stein. Chase cree que el hombre miente porque recuerda haber matado a su tío y haberse marchado. No mucho tiempo después, Chase comete el error de seguir a una niña que se parece a Gertrude, y es atropellada por un automóvil que termina en el hospital. Sin embargo, él se muestra en la S.W.O.R.D. # 2 vivo y bien con el grupo en Los Ángeles. Más tarde se revela que los otros fugitivos son conscientes de que Chase fue atropellado por un automóvil, pero aparentemente no les reveló más detalles de lo sucedido.
Cuando Daken, el hijo psicópata de Wolverine invade la casa de los Runaways, Chase lo golpea con sus guantes.
Chase comenzó a tener sueños sobre Old Lace, pero pronto comenzó a sentir su presencia en sus horas de vigilia. Le pidió a Nico que intentara encontrarlo y descubre que Old Lace fue enviado a una dimensión diferente como resultado del hechizo de Nico para que descansara. Chase llevó a los fugitivos a la Academia de los Vengadores para recibir ayuda de Giant-Man y Reptil. Después de una breve escaramuza, los dos equipos se unen para abrir un portal y encontrar Old Lace en una dimensión prehistórica.

### Avengers Arena
Chase y Nico más tarde son secuestrados por Arcade y colocados en una arena con otros jóvenes héroes, donde se ven obligados a luchar hasta la muerte. Los dos intentan formar una alianza con Hazmat, Reptil y X-23, razonando que pueden trabajar juntos para encontrar una manera de escapar. La alianza pronto se disuelve después de que un desconocido enmarca a Chase para un ataque contra Reptil. Mientras huía, Chase encuentra el amuleto que perteneció al presunto superhéroe Darkhawk. El amuleto se adhiere al cuerpo de Chase y lo transforma en el nuevo Darkhawk. Luego fue poseído por Apex con su armadura Darkhawk, lo que le ocasionó un corte en el brazo de Nico y causó su muerte. Cuando el bastón del Uno resucita a Nico, aumenta su nivel de potencia lo suficiente como para destruir la armadura Darkhawk y derrotar a Apex. Chase regresa a su yo normal y luego ayuda a Nico y Reptil a luchar contra un Cullen poseído. En la batalla subsiguiente, Nara muere devolviendo a Cullen a la forma humana y el anacronismo se vuelve loco. Reptil le pide a Nico y a Chase ayuda para terminar la pelea, pero Nico insiste en que ella y Chase se mantengan al margen. Por orden de Nico, Chase se convierte en Darkhawk y golpea a Reptil como parte de un plan secreto que él y Nico idearon. Chase mostró pesar por tener que atacar a Reptil. Cuando Chase se negó a dejar que Cammi detuviera a Nico, ella le rompió un brazo y una pierna, y se llevó el amuleto Darkhawk para evitar que Nico matara a todos. Cammi le da a Chase el amuleto de nuevo cuando Apex desata insectos, tifones inteligentes y arena armada para atacar a los adolescentes restantes en el Mundo Asesino. Poco después, Deathlocket detiene la pelea matando a Apex, y todos pueden escapar del Mundo Asesino y dispersarse.

### Avengers Undercover
Una vez que surgieron las noticias sobre los secuestros de Arcade, Chase y los otros asesinatos sobrevivientes del mundo llegaron a ser infames al comienzo de Avengers Undercover. A diferencia de los otros, Chase se ha hecho público, abriendo su historia a varios programas de entrevistas, para disgusto de Nico. Chase ahora se ha afeitado la mayor parte de su cabeza a favor de un Mohawk, se ha perforado las orejas y constantemente usa lentes de sol. Sin embargo, cuando Cammi y Anacronismo revelan que Cullen Bloodstone ha desaparecido, todos los supervivientes se unen para ir a Bagalia a buscarlo. Una vez que lo hacen, él revela que disfruta de la vida entre los villanos, y los otros, menos Cammi, comienzan a disfrutarlo también. Cuando Cammi intenta decirle a los demás que se vayan, Bloodstone en cambio tiene a Daimon Hellstrom teletransporta al grupo al último grupo de Arcade para que puedan matarlo.
Después de que Hazmat aparentemente mata a Arcade, el grupo decide infiltrarse en Bagalia fingiendo unirse a los Maestros del Mal del Barón Zemo, excluyendo a Deathlocket a quien nunca tuvieron la oportunidad de informar sobre el plan. En una misión a la isla A.I.M., Deathlocket tiene la oportunidad de disparar al Capitán América. Cuando intenta tomar la fotografía, Chase trata de darle un sentido a ella haciendo que "elija por quién está luchando". La excavadora se mete en una pelea con Chase. Deathlocket trata de hacer que se detengan y finalmente abre el canon de su brazo y le dispara a Chase en el pecho, hiriéndolo gravemente. Aunque Nico es capaz de lanzar un hechizo "Arreglarlo" para sanar su cuerpo, permanece en estado de coma.
Luego se lo ve, al parecer completamente recuperado, disfrutando de unas vacaciones en un lago con el resto del grupo en el último número de la serie.

### Reunión de los Runaways
Algún tiempo después de la última aparición del equipo, Chase recuperó el Leapfrog y regresó a tiempo para rescatar a Gert desde el momento de su muerte, llevándola al presente para que Nico pueda curar sus heridas. Desplazada por el tiempo, Gert se sintió confundida y abandonada por sus amigos que habían crecido sin ella. Chase la consoló diciéndole que nunca la abandonaría y, de hecho, regresó por ella. Gert le dice a Chase que ya no pueden ser nada debido a su diferencia de edad actual. También recibió la cabeza de Victor en el post de los Vengadores luego de que Victor fue destruido por la nueva familia de Visión, que Chase finalmente reactivó. Aunque en realidad, Victor se despertó semanas antes con su programa "Victorioso" arrancado y simplemente permaneció 'dormido' hasta que Chase lo agravó lo suficiente como para decirle que debían ir a rescatar a Molly y Gert de la espeluznante abuela de Molly. Chase volvió a unir al equipo, rescató a Molly y Gert y reportó a la abuela a los Vengadores. Los Runaways se reasentaron en su antiguo escondite, The Hostel, que Chase reparó y remodeló. Estaba decidido a hacerse cargo de un proveedor para su familia encontrada y consiguió un trabajo. Además, Chase y Nico se convirtieron mágicamente en los guardianes legales de Molly. Después de una batalla con el Dr. Doom, quien resultó ser un amigo de la IA de los Vengadores de Victor, Doombot, Chase y Doombot pelearon sobre quién arreglaría a Victor con un nuevo cuerpo, que se contenta con seguir siendo solo una cabeza.

## Poderes y habilidades

### Armas
En el primer volumen, Chase robó unas gafas telescopicas de rayos-x y unos guanteletes del laboratorio secreto de sus padres. Las gafas de rayos X permiten a Chase ver a través de la ropa, las paredes, e incluso a través de kilómetros de roca. Los guanteletes son de metal con lanzallamas incorporados que permiten al usuario dar mentalmente cualquier forma a las llamas producidas por ellos. Antes de la pelea final con sus padres, Chase casi se ahoga y se encontraba demasiado débil para continuar, por tanto, dio los guanteletes y gafas de rayos-x a Alex, quien posteriormente traicionó al equipo. Nico destruye mágicamente los guanteletes mientras él todavía estaba usándolos, y las gafas de rayos x fueron incinerados junto a Alex por los Gibborim. Chase ha sido conocido por usar la Rana Saltarina, una nave con forma de rana para transporte terrestre y marítimo, diseñado por sus padres.
Antes de la muerte de Gert, esta transfirió el control telepático de Compasión a Chase. Él ahora comparte un vínculo empático con el dinosaurio, por lo que los dos sufren las lesiones del otro y se benefician cuando el otro se cura. La mente de Chase y de Compasión están conectadas directamente por lo que el dinosaurio puede comunicarle telepáticamente pensamientos y sentimientos a Chase. Compasión está diseñado para seguir cada orden mental de Chase aunque ella puede expresar su descontento. Chase utiliza una máquina del tiempo y regresa poco después con unos guanteletes nuevos de su propio diseño, que puedes manipular el fuego y la electricidad, con ellos protege al equipo de la familia Yorkes. Más tarde protege a la Rana Saltarina de una ráfaga de misiles mediante el uso de los guanteletes disparando misiles propios. Además, se reveló que la mayoría de los dispositivos de sus padres están protegidos contra la magia, aunque, obviamente, el primer par no lo era. En un arte promocional de los Runaways, Chase es visto con un par de botas cohete. 
Durante los acontecimientos de Avengers Arena, Chase obtiene los poderes de Darkhawk cuando el propietario original se separó del amuleto. Al final de la serie, Chase regresó el amuleto a su propietario.

## Versiones alternativas
En la historia ¿Qué pasaría si los Runaways hubieran formado los Jóvenes Vengadores?, Chase es gravemente herido por Victorious cuando viaja al pasado para enfrentarse a los Jóvenes Vengadores; los Runaways se han reformado como este equipo después de que Iron Lad fue testigo del futuro de Victorious mientras viajaba al pasado, pero es capaz de salvarse usando la armadura de Iron Lad para mantener latiendo su corazón dañado.

## En otros medios

### Televisión
- Chase Stein aparece en la serie de televisión de Hulu, Runaways, interpretado por Gregg Sulkin.[50] Esta versión de Chase está intelectualmente dotado y físicamente en forma con los fistigons siendo su propia creación. Se convierte en un deportista del que Alex le dice que solía burlarse. A pesar de esto, muestra un lado más suave, admitiendo que le gusta Gert. Se salta las tutorías de Gert para ir a una fiesta, pero se desilusiona. Él rescata a Karolina de ser violada por sus compañeros de equipo y la lleva a la casa de Alex por seguridad.[51]

### Videojuegos
- Chase aparece como un personaje jugable en Lego Marvel Vengadores.
- Chase Stein (acompañado por Compasión) apareció como un personaje jugable en el videojuego de Facebook Marvel: Avengers Alliance.
- Chase es un personaje jugable en Lego Marvel Super Heroes 2.[52] Aparece en el DLC "Runaways".